# 幹勁煙花
《幹勁煙花》（日语：やる気花火）是2009年4月22日發售由走廊奔跑隊的2nd單曲。
本項是《幹勁煙花》的PV收錄的單曲DVD亦有記述。

## 概要
- CD的收錄曲的所有形式是共通。
- 初回限定盤的DVD是由不同的內容構成。還有，夾克寫真亦各自不同。
- 與前作同様，PV本編的單曲CD沒被收錄在付屬DVD。
- 特典的收集用卡片的號碼是前作的繼續。

## 收錄曲

### 初回限定盤A（PCCA-02919）
1. 幹勁煙花
（作詞：秋元康　作曲：多田慎也　編曲：fink bro.　合唱：片山陽加、指原莉乃、田名部生来、中塚智實、仲谷明香、米澤瑠美）
東京電視台系「スキバラ」片尾曲、主題
東京電視台系「ピラメキーノ」4月度片尾曲、主題
2. 戀愛運動員
（作詞：秋元康　作曲：若林充　編曲：伊藤俊）
3. 白色的鬱金香
（作詞：秋元康　作曲：高橋龍　編曲：船山基紀）
BS富士「カンニングのDAI安☆吉日!」4月度片尾曲、主題
4. 幹勁煙花（Instrumental）

DVD
- 「給偶像一流的道路〜1st STAGE〜」

特典
- 獎金活動應募抽選券
- 原作、收集用卡片（13,14,15内1枚）封入

### 初回限定盤B（PCCA-02920）
1. 幹勁煙花
2. 戀愛運動員
3. 白色的鬱金香
4. 幹勁煙花（Instrumental）

DVD
- 「給偶像一流的道路〜2nd STAGE〜」

特典
- 獎金活動應募抽選券
- 原作、收集用卡片（16,17,18内1枚）封入

### 初回限定盤C（PCCA-02921）
1. 幹勁煙花
2. 戀愛運動員
3. 白色的鬱金香
4. 幹勁煙花（Instrumental）

DVD
- 「給偶像一流的道路〜3rd STAGE〜」

特典
- 獎金活動應募抽選券
- 原作、收集用卡片（19,20,21内1枚）封入

### 通常盤（PCCA-02922）
1. 幹勁煙花
2. 戀愛運動員
3. 白色的鬱金香
4. 幹勁煙花（Instrumental）

特典
- 獎金活動應募抽選券
- 原作、收集用卡片（22,23,24内1枚）封入

## 幹勁煙花（單曲DVD）
2009年5月13日發售的走廊奔跑隊的2nd單曲DVD。

### 收錄内容
1. 幹勁煙花（Music Video）
2. 幹勁煙花（Music Video〜理科室編〜）
3. 幹勁煙花（Music Video〜屋上編〜）
4. 「給偶像一流的道路〜FINAL STAGE〜」

特典
- 原作、收集用卡片（25,26,27内1枚）封入